# Fallen (álbum de Stryper)
Fallen es el undécimo álbum de estudio de la banda de metal cristiano estadounidense Stryper,  producido por su líder Michael Sweet y lanzado el 16 de octubre de 2015 bajo la casa discográfica italiana Frontiers Records.

## Historia
Fallen es un álbum que contine 11 canciones totalmente originales más un cover, con los sonidos y el estilo hard rock tradicional de la banda. Sin embargo, su sonido es más pesado, pero aún conserva el patrón melódico de Stryper. 
Fueron lanzados cinco sencillos (uno por mes): "Yahweh", "Fallen", "Big Screen Lies", "Let There Be Light" y la versión de Black Sabbath "After Forever”
El álbum ha vendido más de 10 000 copias en sus primeras semanas, lo que representa 400 copias más que su predecesor de 2013 No More Hell to Pay.

## Lista de canciones
Todas las canciones escritas por Michael Sweet, excepto donde se indica.

Todas las canciones escritas y compuestas por Michael Sweet, excepto donde se indica. 
| N.º | Título                                | Escritor(es)                                        | Duración |  |
| 1.  | «Yahweh»                              | Michael Sweet, Clint Lowery                         | 6:21     |  |
| 2.  | «Fallen»                              |                                                     | 3:46     |  |
| 3.  | «Pride»                               |                                                     | 4:32     |  |
| 4.  | «Big Screen Lies»                     |                                                     | 4:29     |  |
| 5.  | «Heaven»                              |                                                     | 4:20     |  |
| 6.  | «Love You Like I Do»                  | Michael Sweet, Oz Fox                               | 3:53     |  |
| 7.  | «All Over Again»                      |                                                     | 3:50     |  |
| 8.  | «After Forever» (Black Sabbath cover) | Tony Iommi, Ozzy Osbourne, Bill Ward, Geezer Butler | 5:51     |  |
| 9.  | «Till I Get What I Need»              |                                                     | 2:41     |  |
| 10. | «Let There Be Light»                  |                                                     | 4:32     |  |
| 11. | «The Calling»                         | Michael Sweet, Oz Fox                               | 3:54     |  |
| 12. | «King of Kings»                       |                                                     | 4:13     |  |

## Personal
- Michael Sweet - voces principales, guitarra
- Robert Sweet - batería, percusión
- Oz Fox - guitarra, voces
- Tim Gaines - bajo, voz

### Personal adicional
- Paul McNamara - teclados adicionales, synth y moog
- Laura Manzi - voces adicionales en el coro de "Yahweh"

## Posiciones en listas
| Listas (2015)                         | Posición |
| ------------------------------------- | -------- |
| Suiza (Schweizer Hitparade)           | 87       |
| Estados Unidos (Billboard 200)        | 44       |
| Estados Unidos (Digital Albums)       | 29       |
| Estados Unidos (Top Rock Albums)      | 5        |
| Estados Unidos (Christian Albums)     | 2        |
| Estados Unidos (Top Gospel Albums)    | 2        |
| Estados Unidos (Top Hard Rock Albums) | 2        |